# サッカーウクライナ代表
サッカーウクライナ代表（サッカーウクライナだいひょう、ウクライナ語: Збірна України з футболу）は、ウクライナサッカー連盟（UAF）によって構成される、ウクライナのサッカーのナショナルチームである。ホームスタジアムは、首都キーウにあるオリンピスキ・スタジアム。

## 歴史

### 1990年代
1991年のソビエト連邦の崩壊に伴い、ウクライナが独立を果たして代表チームは創設された。翌1992年4月29日、ハンガリーとの間で初の国際試合が行われたが、1994 FIFAワールドカップ予選への参加は見送った。このため、アンドレイ・カンチェルスキスやヴィクトル・オノプコを始めとしたウクライナ国籍を持つ多くの有力選手が、実質的にソビエト連邦代表を継承したロシア代表でプレーをすることを選択した。1994年9月から始まったUEFA EURO 1996の予選には参加し、国際大会への一歩を踏み出したものの、グループ4位となり本大会には進めなかった。
その後、アンドリー・シェフチェンコやセルヒー・レブロフといった才能が育ち、1998 FIFAワールドカップのヨーロッパ予選ではドイツと接戦を演じグループ9の2位でプレーオフ進出を果たす。1997年10月から11月にかけて行われたプレーオフの相手はウクライナと同じく独立を果たして間もないクロアチアとなったが、敵地での初戦を0-2で落とすとホームでの第2戦を1-1で引き分け、ワールドカップ初出場を逃した。UEFA EURO 2000・予選でもプレーオフまで進んだが、スロベニアに2試合合計2-3で競り負け、初出場は叶わなかった。

### 2000年代
2000年に、ソ連代表やFCディナモ・キーウを率いた実績のあるヴァレリー・ロバノフスキーが監督に就任。2002 FIFAワールドカップの予選では再びプレーオフ進出を果たしたが、ドイツに2試合合計2-5で敗れ、主要大会においては3大会連続で予選プレーオフで涙をのむこととなった。
続くUEFA EURO 2004の予選はプレーオフにも進出できず予選敗退となり、2003年9月にはレオニド・ブリヤクに代わってオレフ・ブロヒンが監督に就任。すると2006 FIFAワールドカップ予選ではトルコ、デンマーク、ギリシャらに競り勝ち、グループ首位で初の本大会出場を果たす。2006年6月にドイツで行われた本大会では、初戦でスペインに0-4と大敗を喫したものの、サウジアラビアとチュニジア相手にそれぞれ4-0、1-0で勝利を収めグループリーグを突破。決勝トーナメント1回戦ではスイスをPK戦の末に下し準々決勝進出。準々決勝ではこの大会を制することになるイタリアに0-3で敗れるも、初出場ながらベスト8という成績を残した。
2007年4月にはUEFAの理事会において、ポーランドとの共催でウクライナがUEFA EURO 2012の開催国となることが決定した。しかし続く国際大会のUEFA EURO 2008は予選敗退、オレクシー・ミハイリチェンコに監督を変えて臨んだ2010 FIFAワールドカップの予選でもプレーオフでギリシャに敗れ本大会出場を逃した。

### 2010年代
ウクライナとポーランドの共催で開かれたUEFA EURO 2012は、ホスト国のため予選を免除され、初の欧州選手権参戦となった。再びオレフ・ブロヒンを監督に据えての挑戦であったが、組み込まれたグループDはスウェーデン、フランス、イングランドと同居する厳しいものとなった。それでも初戦のスウェーデン戦はアンドリー・シェフチェンコの2得点で2-1の逆転勝利を飾り、欧州選手権初勝利を手に入れた。続くフランス戦は雷雨のため開始4分で試合が中断され、約1時間後に試合が再開されたが、0-2で敗戦。勝負の最終節のイングランド戦は後半3分に先制され、得点が必要となる中、後半17分にマルコ・デヴィッチのシュートが相手GKジョー・ハートに当たりゴールラインをわずかに越えた後ジョン・テリーにクリアされる場面があった。しかし審判はラインを越えていないと判断し得点とはならず、そのまま0-1での敗戦となり、開催国でありながらグループリーグで大会を去ることとなった。大会後には長年ウクライナ代表を支えてきたシェフチェンコが現役を引退し、2012年12月には新たにミハイロ・フォメンコが監督に就任した。
2014 FIFAワールドカップの予選では堅守を武器にプレーオフまで進出し、フランス相手にホームでの1stレグを2-0で勝利するも、アウェーに乗り込んだ2ndレグで0-3の敗戦を喫し、ワールドカップは2大会連続で予選プレーオフでの敗退となった。
それでも出場枠が24に増加したUEFA EURO 2016に向けての予選ではプレーオフでスロベニアを2試合合計3-1で下し、初の予選を勝ち抜いての欧州選手権参加を決めた。しかし、本大会ではグループリーグでドイツ、北アイルランド、ポーランドを相手にそれぞれ0-2、0-2、0-1で敗戦。無得点かつ全敗で大会を去ることとなった。大会後にはフォメンコに代わり、シェフチェンコが監督に就任。また、2016年8月にはウクライナ代表最多出場記録を更新し続けていたアナトリー・ティモシュチュクが代表引退を発表した。
2018 FIFAワールドカップは予選敗退となり、ワールドカップへの切符は3大会連続で逃す一方で、UEFA EURO 2020の予選は初代UEFAネーションズリーグ王者ポルトガルを抑えグループリーグ首位通過を果たし、3大会連続での欧州選手権参加を決めた。

### 2020年代
1年延期となったUEFA EURO 2020ではグループCに入った。オランダ、オーストリアに敗北するも、北マケドニアに勝利しグループ3位から初の決勝トーナメント進出を決めた。ラウンド16ではスウェーデンに延長後半終了間際のゴールで勝利しベスト8に進出したがイングランドに敗れた。
2022 FIFAワールドカップ・ヨーロッパ2次予選・パスA決勝・ウェールズ戦（4-1-4-1）
2022 FIFAワールドカップの予選ではグループD2位で2次予選（プレーオフ）に進出した。2次予選ではプレーオフ直前に発生したロシアのウクライナ侵攻を受けて2022年3月から6月に延期されたパスA準決勝・スコットランド戦で3-1と勝利し、2006年大会以来16年ぶりとなる本大会出場まであと1勝とした。2006年大会以来16年ぶりとなる本大会出場がかかった決勝・ウェールズ戦では34分にウェールズにFKのチャンスを与えてしまうと、これをアンドリー・ヤルモレンコがクリアを試みたボールを自陣のゴールに頭で入れてしまい、失点を喫してしまう。1点ビハインドで迎えた後半は終始攻めの姿勢を見せて果敢に攻め続けたが、最後までウェールズのゴールをこじ開けるには至らず、そのまま0-1で敗れて2006年大会以来16年ぶりの本大会出場を逃した。

## 成績

### FIFAワールドカップ
| 開催国 / 年 | 成績     | 試       | 勝       | 分       | 負       | 得       | 失       |
| ----------- | -------- | -------- | -------- | -------- | -------- | -------- | -------- |
| 1994        | 不参加   | 不参加   | 不参加   | 不参加   | 不参加   | 不参加   | 不参加   |
| 1998        | 予選敗退 | 予選敗退 | 予選敗退 | 予選敗退 | 予選敗退 | 予選敗退 | 予選敗退 |
| 2002        | 予選敗退 | 予選敗退 | 予選敗退 | 予選敗退 | 予選敗退 | 予選敗退 | 予選敗退 |
| 2006        | ベスト8  | 5        | 2        | 1        | 2        | 5        | 7        |
| 2010        | 予選敗退 | 予選敗退 | 予選敗退 | 予選敗退 | 予選敗退 | 予選敗退 | 予選敗退 |
| 2014        | 予選敗退 | 予選敗退 | 予選敗退 | 予選敗退 | 予選敗退 | 予選敗退 | 予選敗退 |
| 2018        | 予選敗退 | 予選敗退 | 予選敗退 | 予選敗退 | 予選敗退 | 予選敗退 | 予選敗退 |
| 2022        | 予選敗退 | 予選敗退 | 予選敗退 | 予選敗退 | 予選敗退 | 予選敗退 | 予選敗退 |
| 合計        | 出場1回  | 5        | 2        | 1        | 2        | 5        | 7        |

### UEFA欧州選手権
| 開催国 / 年 | 成績               | 試       | 勝       | 分       | 負       | 得       | 失       |
| ----------- | ------------------ | -------- | -------- | -------- | -------- | -------- | -------- |
| 1992        | 不参加             | 不参加   | 不参加   | 不参加   | 不参加   | 不参加   | 不参加   |
| 1996        | 予選敗退           | 予選敗退 | 予選敗退 | 予選敗退 | 予選敗退 | 予選敗退 | 予選敗退 |
| 2000        | 予選敗退           | 予選敗退 | 予選敗退 | 予選敗退 | 予選敗退 | 予選敗退 | 予選敗退 |
| 2004        | 予選敗退           | 予選敗退 | 予選敗退 | 予選敗退 | 予選敗退 | 予選敗退 | 予選敗退 |
| 2008        | 予選敗退           | 予選敗退 | 予選敗退 | 予選敗退 | 予選敗退 | 予選敗退 | 予選敗退 |
| 2012        | グループリーグ敗退 | 3        | 1        | 0        | 2        | 2        | 4        |
| 2016        | グループリーグ敗退 | 3        | 0        | 0        | 3        | 0        | 5        |
| 2021        | ベスト8            | 5        | 2        | 0        | 3        | 6        | 10       |
| 2024        | グループリーグ敗退 | 3        | 1        | 1        | 1        | 2        | 4        |
| 合計        | 出場4回            | 14       | 4        | 1        | 9        | 10       | 23       |

## 歴代監督
2025年6月7日現在
| 期間      | 名前                         | 試合 | 勝 | 分 | 負 | 備考 |
| --------- | ---------------------------- | ---- | -- | -- | -- | ---- |
| 1992      | ヴィクトル・プロコペンコ     | 3    | 0  | 1  | 2  |      |
| 1992      | ミコラ・パヴロウ             | 1    | 0  | 1  | 0  | 暫定 |
| 1993-1994 | オレフ・バジレヴィチ         | 11   | 4  | 3  | 4  |      |
| 1994      | ミコラ・パヴロウ             | 2    | 0  | 0  | 2  | 暫定 |
| 1994      | ヨージェフ・サーボ           | 2    | 1  | 1  | 0  |      |
| 1995      | アナトリー・コニコウ         | 7    | 3  | 0  | 4  |      |
| 1996-1999 | ヨージェフ・サーボ           | 32   | 15 | 11 | 6  |      |
| 2000-2001 | ヴァレリー・ロバノフスキー   | 18   | 6  | 9  | 3  |      |
| 2002-2003 | レオニド・ブリヤク           | 19   | 5  | 6  | 8  |      |
| 2003-2007 | オレフ・ブロヒン             | 46   | 21 | 14 | 11 | 2006 |
| 2008-2009 | オレクシー・ミハイリチェンコ | 21   | 12 | 5  | 4  |      |
| 2010      | ミロン・マルケヴィチ         | 4    | 3  | 1  | 0  |      |
| 2010-2011 | ユーリー・カリトヴィンツェウ | 8    | 1  | 5  | 2  | 暫定 |
| 2011-2012 | オレフ・ブロヒン             | 18   | 7  | 3  | 8  | 2012 |
| 2012      | アンドリー・バル             | 2    | 0  | 1  | 1  | 暫定 |
| 2012      | オレクサンドル・ザヴァロウ   | 1    | 1  | 0  | 0  | 暫定 |
| 2012-2016 | ミハイロ・フォメンコ         | 30   | 20 | 6  | 4  | 2016 |
| 2016-2021 | アンドリー・シェフチェンコ   | 51   | 25 | 13 | 13 | 2020 |
| 2021-2023 | オレクサンドル・ペトラコフ   | 15   | 6  | 7  | 2  |      |
| 2023      | ルスラン・ロタン             | 1    | 0  | 0  | 1  | 暫定 |
| 2023-     | セルゲイ・レブロフ           | 25   | 11 | 7  | 7  | 2024 |

## 歴代選手

### 主要大会のメンバー
| - FIFAワールドカップ - 2006 FIFAワールドカップ参加チーム | - UEFA欧州選手権 - UEFA EURO 2012参加チーム - UEFA EURO 2016参加チーム - UEFA EURO 2020参加チーム - UEFA EURO 2024参加チーム |

### 主な代表選手
| - GK - オレクサンドル・ショフコフスキー 1994-2012 - アンドリー・ピアトウ 2007-2022 - アンドリー・ルニン 2017- | - DF - オレフ・ルジュニー 1992-2003 - セルヒー・ポポウ 1993-2003 - オレクサンドル・ホロヴコ 1994-2005 - ウラディスラウ・ヴァシュチュク 1996-2006 - アンドリー・ネスマチュニー 2000-2009 - ヴャチェスラフ・シェフチュク 2003-2016 - アンドリー・ルソル 2004-2011 - オレクサンドル・クチェル 2006-2017 - ドミトロ・チグリンスキー 2007-2011 - イェウヘン・ハチェリディ 2009-2017 - ヤロスラフ・ラキツキー 2009-2018 |

| - MF - アンドリー・フシン 1993-2006 - アナトリー・ティモシュチュク 2000-2016 - マクシム・カリニチェンコ 2002-2011 - オレフ・フセウ 2003-2016 - セルヒー・ナザレンコ 2003-2012 - ルスラン・ロタン 2003-2018 - タラス・ステパネンコ 2010- - オレクサンドル・ジンチェンコ 2015- - ルスラン・マリノフスキー 2015- | - FW - セルヒー・レブロフ 1992-2006 - アンドリー・シェフチェンコ 1995-2012 - アンドリー・ヴォロベイ 2000-2008 - アンドリー・ヴォロニン 2002-2012 - アルテム・ミレフスキー 2006-2012 - イェウヘン・セレズニョウ 2008-2018 - アンドリー・ヤルモレンコ 2009- - イェウヘン・コノプリャーンカ 2010- - ロマン・ヤレムチュク 2018- |

## 歴代記録

### 出場数ランキング

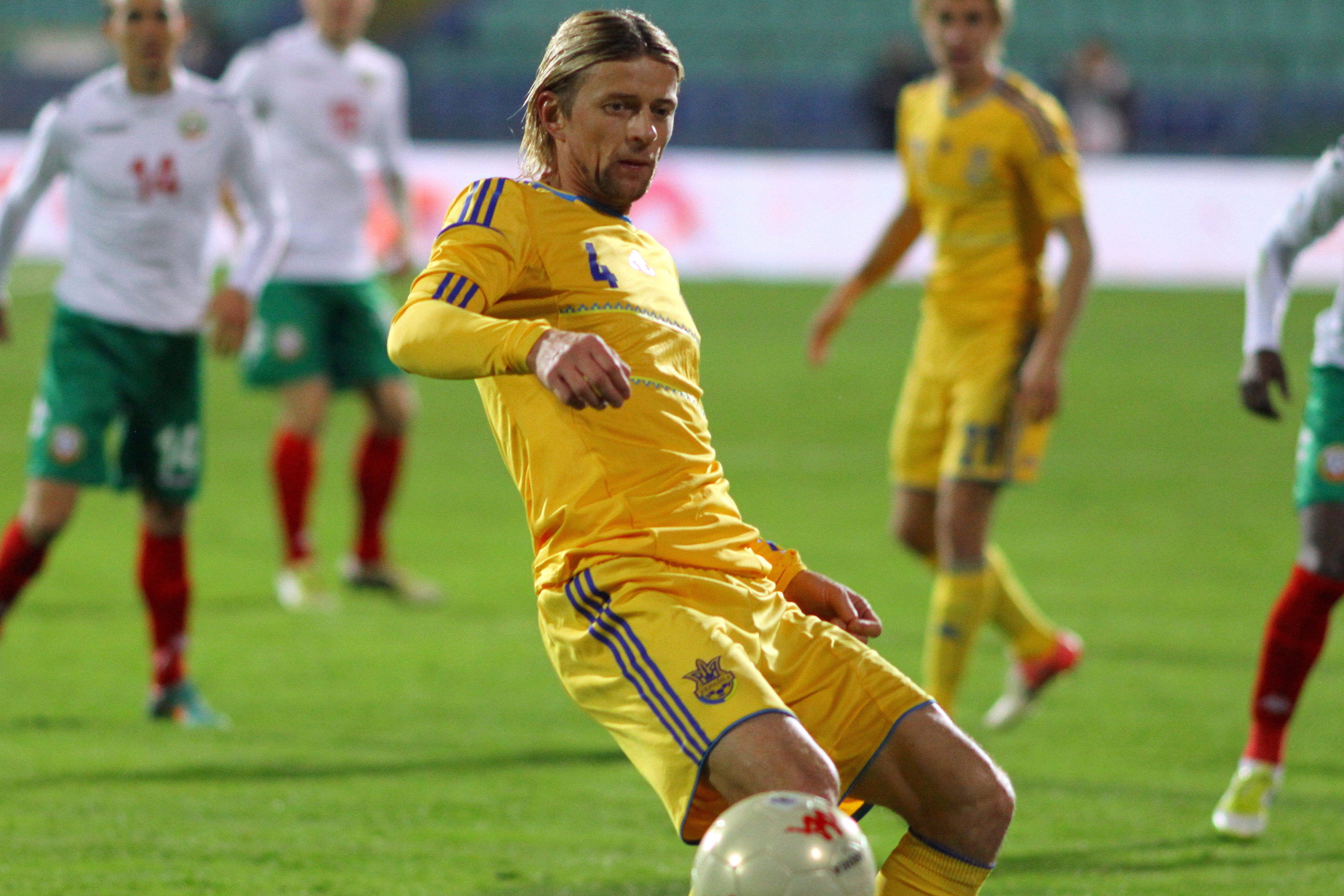
最多出場選手であるアナトリー・ティモシュチュク

2025年6月7日時点
| 順位 | 名前                             | 試合数 | 得点数 | 期間      |
| ---- | -------------------------------- | ------ | ------ | --------- |
| 1    | アナトリー・ティモシュチュク     | 144    | 4      | 2000-2016 |
| 2    | アンドリー・ヤルモレンコ         | 125    | 46     | 2009-     |
| 3    | アンドリー・シェフチェンコ       | 111    | 48     | 1995-2012 |
| 4    | アンドリー・ピアトフ             | 102    | 0      | 2007-2022 |
| 5    | ルスラン・ロタン                 | 100    | 8      | 2003-2018 |
| 6    | オレグ・グセフ                   | 98     | 13     | 2003-2016 |
| 7    | オレクサンドル・ショフコフスキー | 92     | 0      | 1994-2012 |
| 8    | イェウヘン・コノプリャーンカ     | 87     | 21     | 2010-2023 |
| 8    | タラス・ステパネンコ             | 87     | 4      | 2010-     |
| 10   | ミコラ・マトヴィエンコ           | 77     | 0      | 2017-     |

### 得点数ランキング

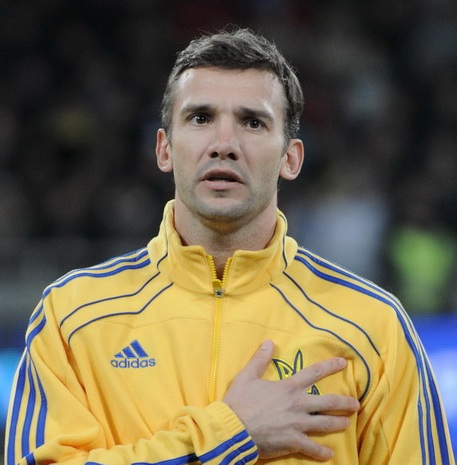
最多得点者であるアンドリー・シェフチェンコ

2025年6月7日時点
| 順位 | 名前                         | 得点数 | 試合数 | 期間      |
| ---- | ---------------------------- | ------ | ------ | --------- |
| 1    | アンドリー・シェフチェンコ   | 48     | 111    | 1995-2012 |
| 2    | アンドリー・ヤルモレンコ     | 46     | 125    | 2009-     |
| 3    | イェウヘン・コノプリャーンカ | 21     | 87     | 2010-2023 |
| 4    | ロマン・ヤレムチュク         | 17     | 62     | 2018-     |
| 5    | セルゲイ・レブロフ           | 15     | 75     | 1992-2006 |
| 6    | ビクトル・ツィガンコフ       | 13     | 60     | 2016-     |
| 6    | オレグ・グセフ               | 13     | 98     | 2003-2016 |
| 8    | セルゲイ・ナザレンコ         | 12     | 56     | 2003-2012 |
| 9    | アルテム・ドフビク           | 11     | 36     | 2021-     |
| 9    | イェウヘン・セレズニョウ     | 11     | 58     | 2008-2018 |
| 9    | オレクサンドル・ジンチェンコ | 11     | 72     | 2015-     |